# Bursera karwinskii
Bursera karwinskii är en tvåhjärtbladig växtart som beskrevs av Adolf Engler. Bursera karwinskii ingår i släktet Bursera och familjen Burseraceae. Inga underarter finns listade i Catalogue of Life.